# Isabelle Collier
Isabelle Collier (9 oktober 1973) is een Belgische voormalige atlete, die gespecialiseerd was in de lange afstand en het veldlopen. Ze werd tweemaal Belgisch kampioene.

## Loopbaan
Collier werd in 1996 voor het eerst Belgisch kampioene op de 10.000 m. In 2000 behaalde ze brons op het Belgische kampioenschap veldlopen. Ze dwong met deze prestatie een selectie voor de wereldkampioenschappen veldlopen af. Ze behaalde een eenenzestigste plaats. In 2010 haalde ze ook de titel op halve marathon.
Collier was aangesloten bij Dilbeek Atletiekclub en Olympic Essenbeek Halle.

## Belgische kampioenschappen
| Onderdeel      | Jaar |
| -------------- | ---- |
| 10.000 m       | 2014 |
| halve marathon | 2014 |

## Persoonlijke records
| Onderdeel      | Prestatie | Datum        | Plaats    |
| -------------- | --------- | ------------ | --------- |
| 5000 m         | 16.15,39  | 27 mei 2000  | Dudelange |
| 10.000 m       | 34.13,882 | 15 juli 1998 | Jambes    |
| halve marathon | 1:16.33   | 7 juni 1998  | Nijlen    |

## Palmares

### 5000 m
- 2010:  BK AC – 17.03,28

### 10.000 m
- 1996:  BK AC te Sint-Niklaas – 36.24,67

### halve marathon
- 2008:  BK AC in Sint-Truiden – 1:21.58
- 2010:  BK AC in Kuurne – 1:17.37

### veldlopen
- 2000:  BK AC in Oostende
- 2000: 61e WK in Vilamoura